# Orografi

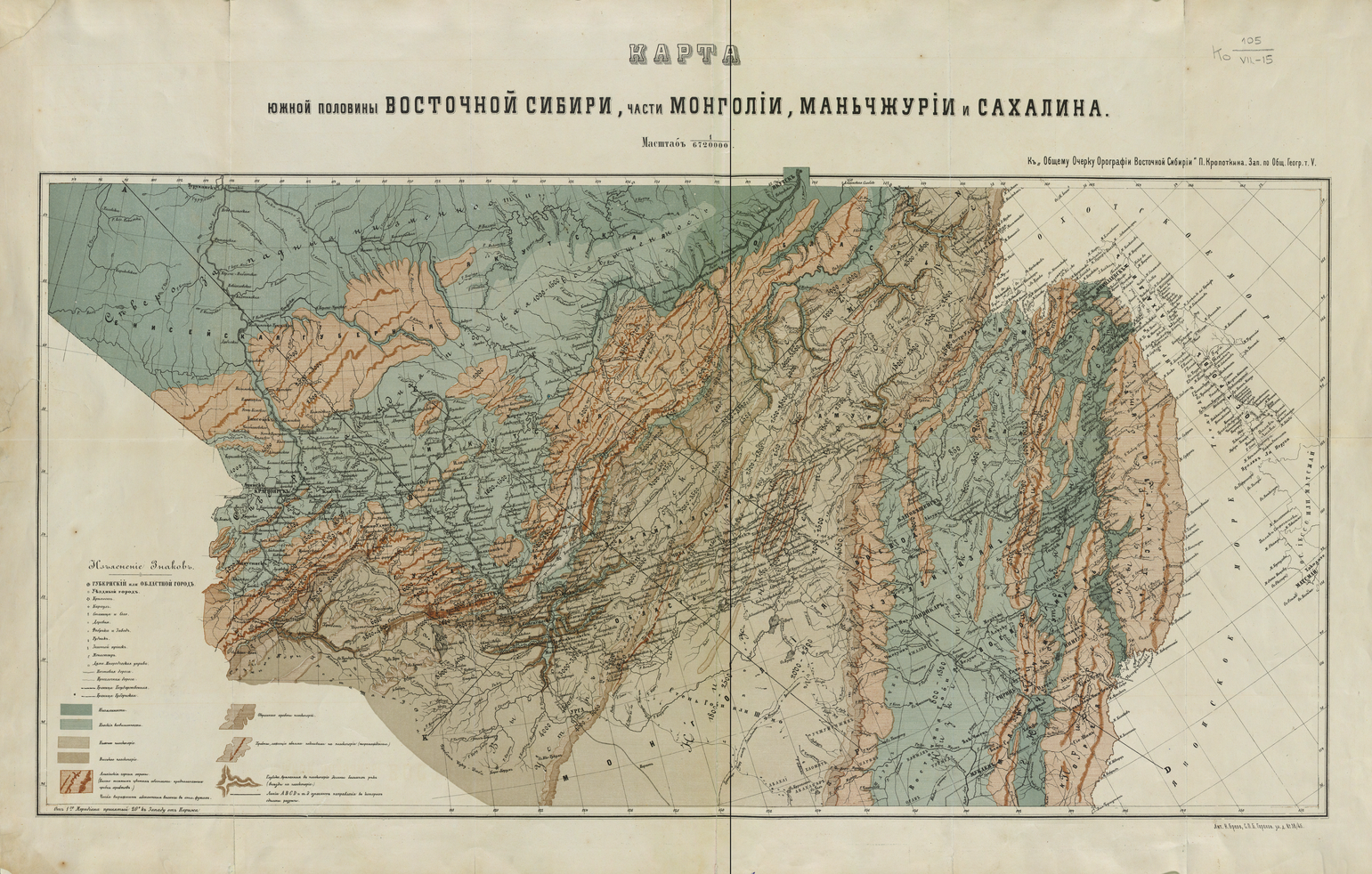
En orografisk karta över östra Sibirien av Peter Kropotkin, 1875.

Orografi, läran om formerna samt fördelningen av hög- och lågland, berg, dalar och slätter. Orografi är en del av geografin.